# Neon Lights
Pour les articles homonymes, voir Neon Lights (homonymie).
Singles de Kraftwerk
Das Model
(1978) Pocket Calculator
(1981)
Neon Lights (ou Neonlicht en allemand) est une chanson du groupe allemand de pop électronique Kraftwerk sortie en 1978 et extraite de l'album The Man-Machine paru la même année.

## Classements
| Classements (1978/1979)                    | Meilleure position |
| ------------------------------------------ | ------------------ |
| Royaume-Uni - UK Singles Chart             | 53                 |
| États-Unis - Billboard Hot Dance Club Play | 39                 |

## Reprises
- Simple Minds sur l'album du même nom
- U2 sur le single de Vertigo
- Orchestral Manoeuvres in the Dark sur l'album Sugar Tax